# Music from the Edge of Heaven
Music from the Edge of Heaven is het laatste studioalbum van het Britse popduo Wham!.
Het album werd uitgegeven in 1986 en diende als afscheid van de fans. De single "The Edge Of Heaven" werd een nummer-één-hit in de Nederlandse Top 40.

## Tracklist
1. "The Edge Of Heaven" - 4:31
2. "Battlestations" - 5:25
3. "I'm Your Man" - 8:05
4. "Wham Rap '86" - 6:33
5. "A Different Corner" - 4:30
6. "Blue (Live In China)" - 5:43
7. "Where Did Your Heart Go?" - 5:43
8. "Last Christmas (Pudding Mix)" - 6:44